# Barreto
Gustavo Bonatto Barreto (10 december 1995), voetbalnaam Barreto, is een Braziliaans voetballer die in het seizoen 2022/23 door Botafogo FR wordt uitgeleend aan RWDM.

## Carrière
Barreto maakte op 23 november 2014 zijn Série A-debuut voor Criciúma EC: tegen CR Flamengo gaf trainer Luiz Henrique Vieira hem een basisplaats. Criciúma leende hem later uit aan Chapecoense, Red Bull Brasil, Bragantino, AA Ponte Preta en Botafogo FR. Die laatste club nam hem in januari 2022 definitief over van Criciúma.
In augustus 2022 werd hij, samen met vier landgenoten, door Botafogo uitgeleend aan de Belgische tweedeklasser RWDM, dat eveneens in handen is van John Textor.
1 Lathouwers ·
3 Halilou ·
4 Doudaev ·
5 De Sart ·
6 Halifa ·
7 Montes ·
8 Abe ·
9 Parzyszek ·
10 Robail ·
11 Ziani ·
15 Laâziri ·
17 Barry ·
20 Poku ·
21 Marsoni ·
22 Soelle Soelle ·
23 Del Piage ·
26 Kestens ·
28 Hubert ·
29 Maurer ·
30 Baghli ·
31 Dodeigne ·
43 Sousa ·
49 Sapata ·
51 Preijs ·
53 Messad-Kouchiche ·
60 Awudu ·
70 Nkurunziza ·
77 Biron ·
83 Lemmens ·
84 El Arouch ·
99 Benjdida ·
Coach: Ferrera
· Assistent-coach: Baherlé
· Assistent-coach: De Camargo